# Royal Standard de Liège
El Royal Standard de Liège, comunament anomenat Standard Liège, o Starndard de Lieja és un club de futbol de Bèlgica, de la ciutat de Lieja, a Valònia. Va ser fundat en 1898 i actualment juga a la primera divisió belga, la Jupiler League.
El març de 2022, el Standard de Lieja va ser adquirit per la firma d'inversió privada nord-americana 777 Partners. A l'octubre de 2024, es va anunciar que 777 Partners havia estat declarada en fallida per un tribunal de Londres, deixant incerta la futura propietat del club.

## Història

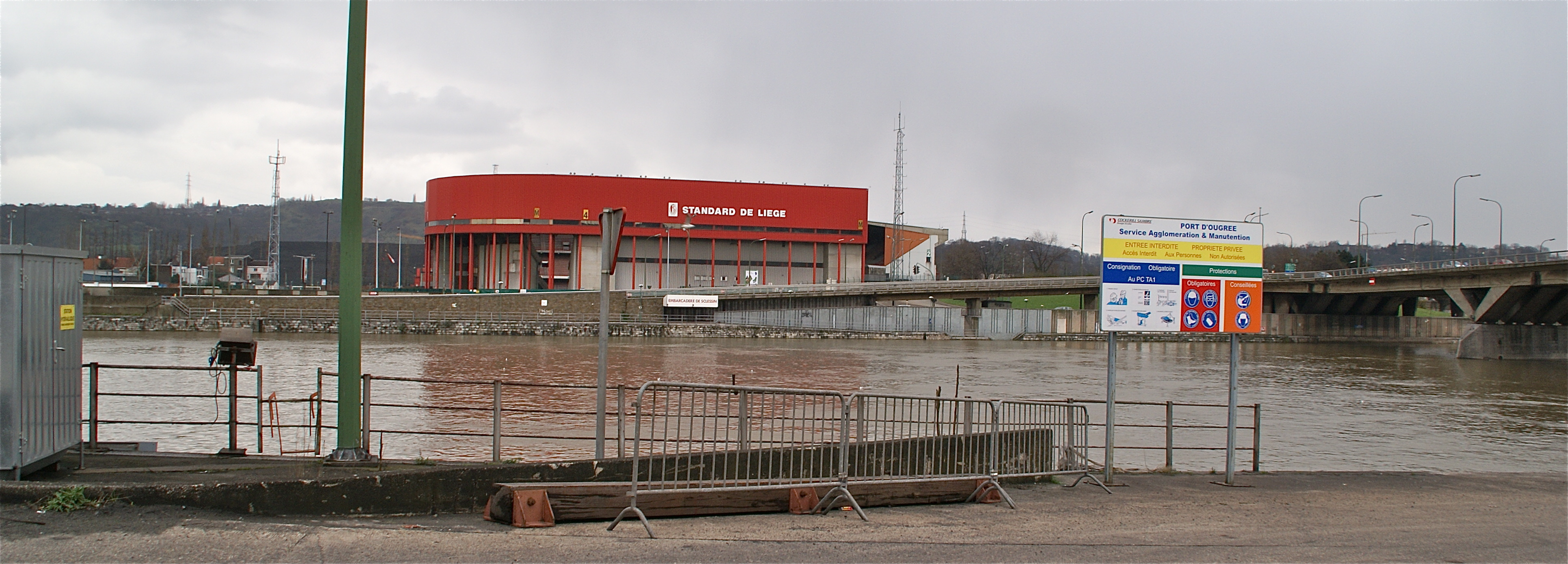
L'estadi de l'Standard Liège vist des del Port d'Ougrée a la riba del Mosa

El club va ser fundat l'any 1898 per estudiants del col·legi Saint-Servais a Lieja. El nom el copiaren del club Standard de Paris, popular aquells anys. El 1982 assoleix la seva millor classificació europea, arribant a la final de la Recopa d'Europa de futbol, on fou derrotat pel FC Barcelona a la final. El 1996 va absorbir el club RFC Seraing.
El març de 2022, l'Standard de Liège va ser adquirit per la firma d'inversió privada amb seu als Estats Units 777 Partners.

## Palmarès

### Tornejos nacionals
- Lliga belga (10):[5] 1957-58, 1960-61, 1962-63, 1968-69, 1969-70, 1970-71, 1981-82, 1987-83, 2007-08, 2008-09
- Copa de Bèlgica (8):[5] 1954, 1966, 1967, 1981, 1993, 2011, 2016,[6] 2018[7]
- Copa de la Lliga de Bèlgica (1):[5] 1975
- Supercopa de Bèlgica (4):[5] 1981, 1983, 2008, 2009

### Tornejos internacionals
- Subcampió de la Recopa d'Europa (1): 1982

## Jugadors destacats
| - Christian Benteke - Roberto Bisconti - Gilbert Bodart - Sinan Bolat - Mehdi Carcela-González - Carlinhos - Sérgio Conceição - André Cruz - Dante - Steven Defour | - Ivica Dragutinović - Ralf Edström - Marouane Fellaini - Régis Genaux - Eric Gerets - Michaël Goossens - Guy Hellers - Horst Hrubesch - Milan Jovanović - Erwin Kostedde | - Philippe Léonard - Eliaquim Mangala - Dieumerci Mbokani - Émile Mpenza - Mbo Mpenza - Oguchi Onyewu - Michel Preud'homme - Robert Prosinečki - Milan Rapaić - Mircea Rednic | - Vedran Runje - Mohamed Sarr - Mohammed Tchité - Víctor Valdés - Daniel Van Buyten - Aurelio Vidmar - Marc Wilmots - Axel Witsel - Jean Nicolay |